# 8132 Vitginzburg
8132 Vitginzburg este un asteroid din centura principală, descoperit pe 18 decembrie 1976, de Liudmila Cernîh.